# Hacienda el Encanto
Hacienda el Encanto es una localidad del estado mexicano de Michoacán. Es parte del municipio de Tarímbaro. Fue fundada el 30 de septiembre de 2009.

## Demografía
| Censo | Población |
| ----- | --------- |
| 2010  | 56        |
| 2020  | 1209      |